# 1870.
1870. je osmo desetletje v 19. stoletju med letoma 1870 in 1879. 